# Quận Kent, Texas
Quận Kent (tiếng Anh: Kent County) là một quận trong tiểu bang Texas, Hoa Kỳ. Quận lỵ đóng ở thành phố Jayton. Theo kết quả điều tra dân số năm  2000 của Cục điều tra dân số Hoa Kỳ, quận có dân số 859 người.

## Thông tin nhân khẩu
Theo điều tra dân số 2 năm 2000, đã có 859 người, 353 hộ gia đình, và 247 gia đình sống trong quận. Mật độ dân số ít hơn 1/km ² (1/sq mi). Đã có 551 đơn vị nhà ở với mật độ trung bình là 1 trên mỗi dặm vuông (0/km ²). Các dân tộc gồm 95,46% người da trắng, 0,23% da đen hay Mỹ gốc Phi, 0,35% người Mỹ bản xứ, 3,73% từ các chủng tộc khác, và 0,23% từ hai hoặc nhiều chủng tộc. 9,08% dân số là người Hispanic hay Latino thuộc chủng tộc nào.
Đã có 353 gia đình trong đó 26,10% có con dưới 18 tuổi sống chung với họ, 61,20% là các cặp vợ chồng sống với nhau, 5,90% có chủ hộ là nữ không có mặt chồng, và 30,00% là không lập gia đình. 28,00% của tất cả các hộ gia đình đã được tạo thành từ các cá nhân và 14,20% có người sống một mình 65 tuổi trở lên đã được người. Bình quân mỗi hộ là 2,33 và cỡ gia đình trung bình là 2,83.
Trong quận, độ tuổi dân số với 20,60% ở độ tuổi dưới 18, 5,40% 18-24, 21,80% 25-44, 26,80% 45-64, và 25,50% người 65 tuổi trở lên. Tuổi trung bình là 47 năm. Cứ mỗi 100 nữ có 91,70 nam giới. Cứ mỗi 100 nữ 18 tuổi trở lên, đã có 91,60 nam giới.
Thu nhập trung bình cho một hộ gia đình trong quận đã được $ 30.433, và thu nhập trung bình cho một gia đình là $ 35,568. Nam giới có thu nhập trung bình $ 23.875 so với 20.000 $ cho phái nữ. Thu nhập trên đầu cho các quận được $ 17,626. Giới 9,20% gia đình và 10,40% dân số sống dưới mức nghèo khổ, trong đó có 13,10% những người dưới 18 tuổi và 6,10% có độ tuổi từ 65 trở lên.